# Polizeipräsidium Frankfurt am Main

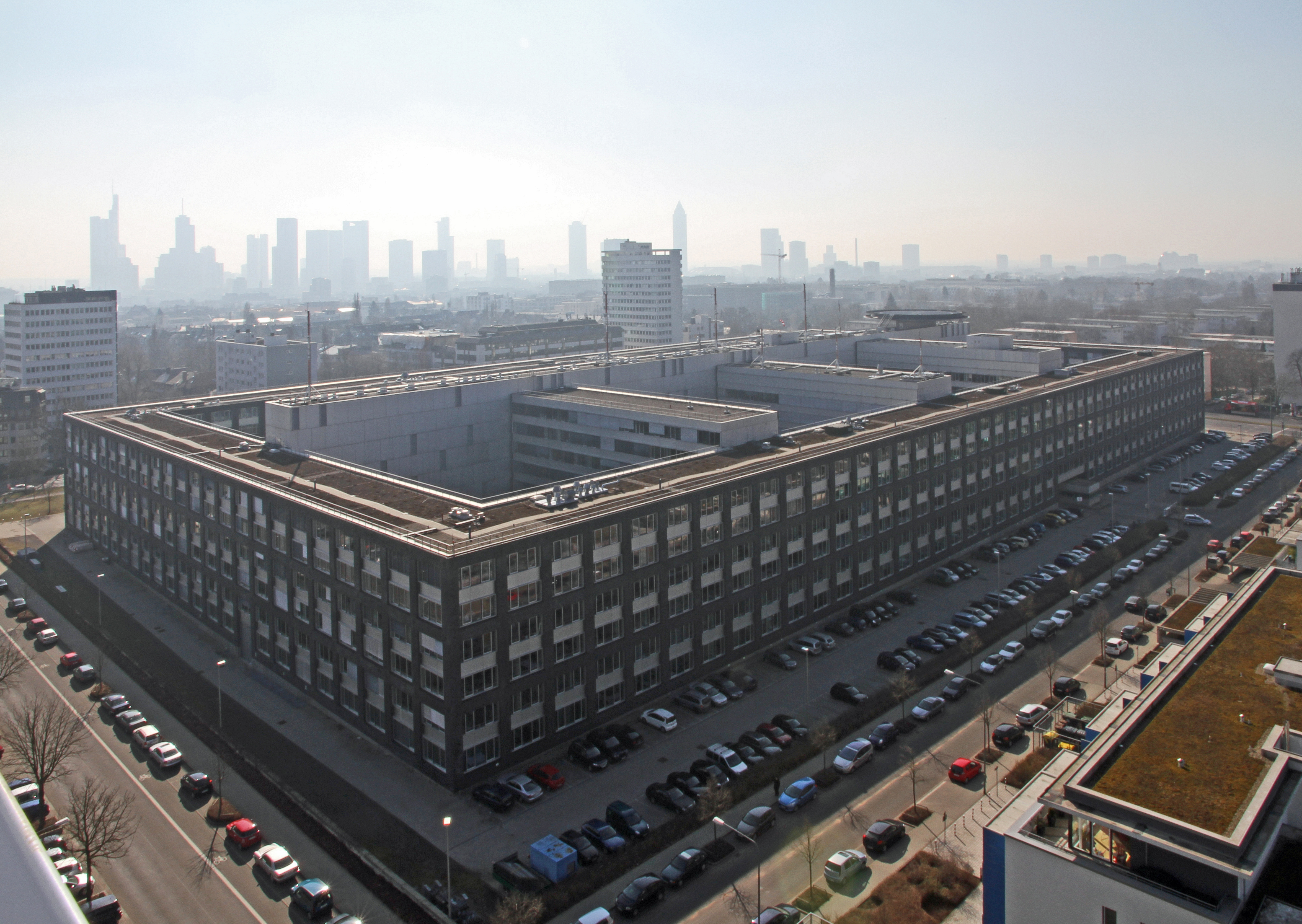
Verwaltungsgebäude des Polizeipräsidiums Frankfurt am Main, im Hintergrund das Frankfurter Bankenviertel

Das Polizeipräsidium Frankfurt am Main ist ein Polizeipräsidium der hessischen Polizei. Es ist zuständig für die Stadt Frankfurt am Main (ohne das Gebiet östlich der A 661 zwischen Kaiserlei und Buchrainschneise und südlich der A 3 zwischen der Anschlussstelle Frankfurt-Süd und dem Offenbacher Kreuz), die Frankfurt umgebenden Autobahnen und den Frankfurter Flughafen einschließlich einzelner Gebiete im Kreis Groß-Gerau sowie des zur Stadt Offenbach am Main gehörenden Gebiets westlich der A 661 zwischen Buchrainscheise und dem Offenbacher Kreuz. Nach Anzahl der Mitarbeiter ist es das größte der sieben Flächenpräsidien der hessischen Polizei. Das Verwaltungsgebäude des Polizeipräsidiums gehört zu den wichtigsten Bauwerken der Frankfurter Architekturgeschichte seit der Jahrtausendwende.

## Sitz

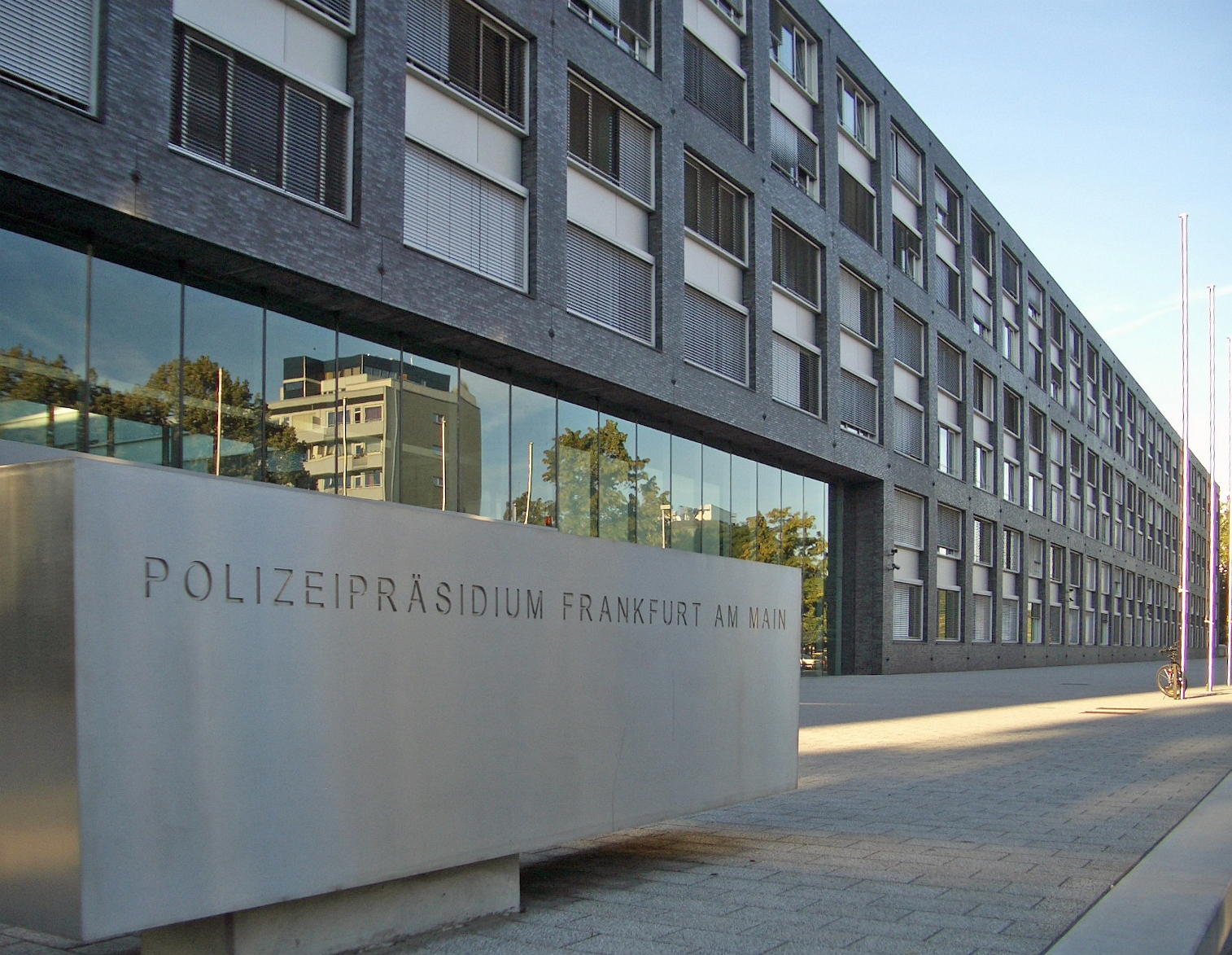
Eingang

Seit 2002 ist das Polizeipräsidium in einem neu erbauten Verwaltungsgebäude an der Ecke Adickesallee und Eschersheimer Landstraße ansässig. Der sechsgeschossige Gebäudekomplex entstand zwischen 1998 und 2002 auf einem bis dahin von den US-Streitkräften als PX Shopping Center genutzten Gelände am Alleenring. In dem Bau mit einer Gesamtfläche von 129.000 m² sind etwa 2500 Mitarbeiter, die Behördenleitung, die Einsatzzentrale, verschiedene Sonderdienststellen und die Kriminalpolizei untergebracht. Des Weiteren befinden sich dort eine Sporthalle, eine Schießanlage, das Polizeigewahrsam, ein Hubschrauberlandeplatz, ein Kriminalmuseum und die Wache eines Polizeireviers.

## Leitung und Organisationsaufbau
Polizeipräsident ist seit dem 25. Juli 2022 Stefan Müller. Das Polizeipräsidium Frankfurt am Main besteht aus der Abteilung Einsatz, der Abteilung Verwaltung und der Abteilung Zentrale Dienste. Der Abteilung Einsatz sind der Abteilungsstab, vier Polizeidirektionen (Nord, Mitte, Süd, Flughafen), die Kriminaldirektion, die Direktion SE/SK, die Direktion Sonderdienste sowie die Direktion Verkehrssicherheit nachgeordnet. Im Polizeipräsidium Frankfurt am Main sind ca. 3.700 Mitarbeiter (Beamte und Angestellte) beschäftigt.

### Kriminaldirektion
Die Kriminaldirektion mit ihren sechs Kriminalinspektionen bearbeitet zentral Gewalt-, Sexual-, Eigentums-, Brand-, Waffen-, Sprengstoff-, Fälschungs-, Umwelt-, Staatsschutz- sowie Rauschgiftdelikte und Delikte aus dem Bereich der organisierten Kriminalität sowie der Computerkriminalität. Außerhalb der Regeldienstzeit existiert ein Kriminaldauerdienst (KDD), der im Rahmen des Ersten Angriffs für die Erstbearbeitung von Kapitalverbrechen, Brandfällen, Vermisstensachen sowie Amtsdelikte und Bearbeitung von Haftbefehlen zuständig ist.

### Direktion SE/SK
Die Direktion SE/SK ist die Direktion für die Spezialeinheiten und der Spezialkräfte in Frankfurt. dem SEK-, den MEKs und der Verhandlungskräfte. Diese sind im gesamten Bundesland Hessen örtlich zuständig.
Im Juni 2021 verkündete Innenminister Peter Beuth (CDU) die Auflösung des Spezialeinsatzkommando der Frankfurter Polizei, nachdem Mitarbeiter des SEK Frankfurt in Online-Chats Gewalt verherrlicht, volksverhetzende Nachrichten und Nazi-Symbole verschickt hatten. 19 aktiven Elitepolizisten wird vorgeworfen, Mitglieder in rechtsextremen Chatgruppen gewesen zu sein. Gegen 29 weitere Beamte wird in diesem Zusammenhang disziplinarrechtlich ermittelt. Die Eliteorganisation hatte stets als Vorzeigeeinheit gegolten und war für besonders brisante Lagen wie Geiselnahmen und Antiterroreinsätze in ganz Hessen angefordert worden. Die Vorgänge wurden bekannt, nachdem die Mobiltelefondaten eines Polizisten wegen des Verdachts auf den Besitz kinderpornografischen Materials ausgewertet worden waren.

### Direktion Sonderdienste
Die Direktion Sonderdienste ist im gesamten Bereich des Polizeipräsidiums Frankfurt am Main zuständig. Zur Direktion gehören die Einsatzeinheit mit dem Diensthundekommando, dem Überfallkommando und einer operativen Einheit, der zentrale Objektschutz, die AG Sozialkriminalität, die Gemeinsame Ermittlungsgruppe Ausländerrecht, die BFE Frankfurt sowie das zentrale Polizeigewahrsam.

### Direktion Verkehrssicherheit
Die Direktion Verkehrssicherheit ist im gesamten Stadtgebiet, auf dem Frankfurter Autobahnring (A 3, A 5, A 66, A 648, A 661) und den Bundesstraßen B 40a und B 43 zuständig.
Die Direktion gliedert sich in eine Fahndungsgruppe, den Verkehrsüberwachungsdienst, den Zentralen Verkehrsunfalldienst, die Verkehrserziehung und -aufklärung und die Polizeiautobahnstation Frankfurt am Main.

### Polizeidirektionen und Polizeireviere

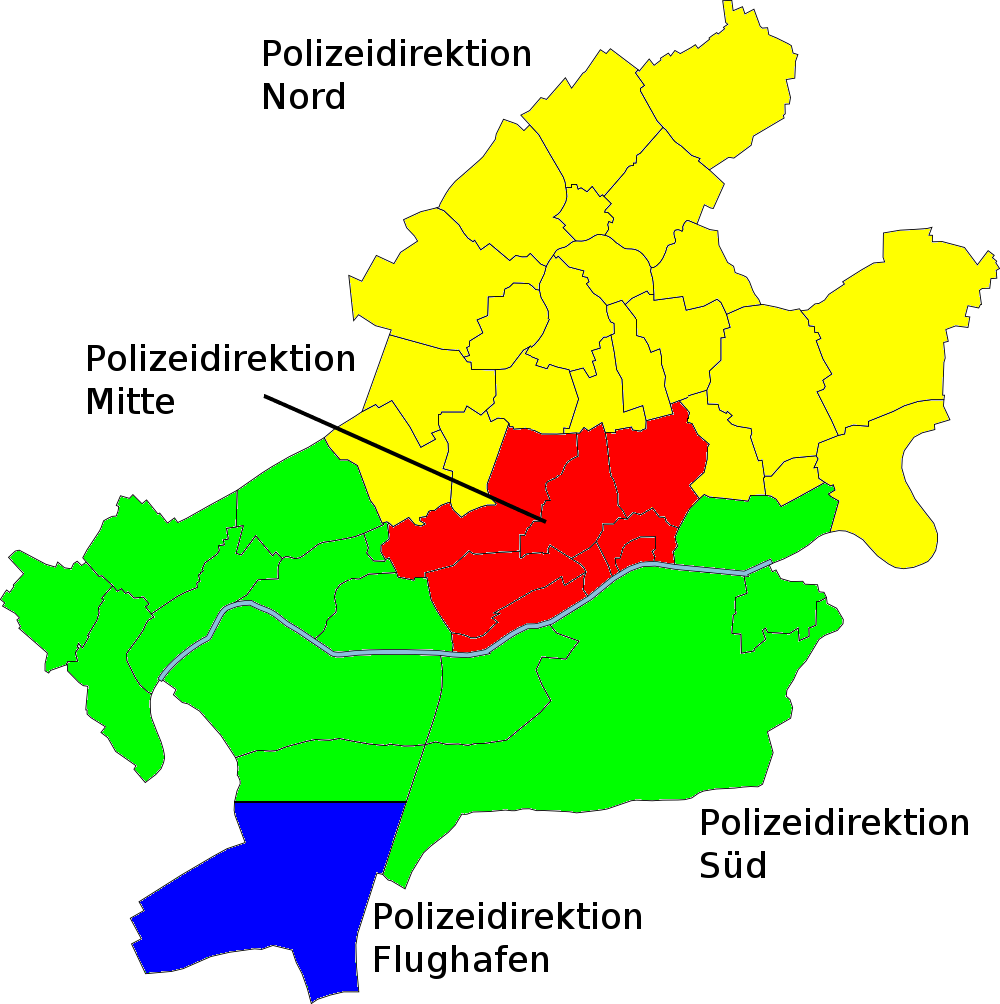
Karte des Polizeipräsidiums Frankfurt am Main

Den vier Polizeidirektionen sind 17 Polizeireviere zugeordnet:
| Revier              | Adresse                                | Standort        | Zuständig für |
| Direktion Mitte     | Direktion Mitte                        | Direktion Mitte | Direktion Mitte |
| ------------------- | -------------------------------------- | --------------- | --- |
| 1.                  | Zeil 33                                | Innenstadt      | Innenstadt |
| 2.                  | Mercatorstraße 50                      | Nordend         | Nordend (östlicher Teil) |
| 3.                  | Adickesallee 70 (im Polizeipräsidium)  | Nordend         | Nordend (westlicher Teil), Westend (nördlicher Teil) |
| 4.                  | Gutleutstraße 112 (im Behördenzentrum) | Gutleutviertel  | Bahnhofsviertel, Gallus (östlicher Teil), Gutleutviertel (östlicher Teil)                                                                                  |
| 13.                 | Schloßstraße 88–90                     | Bockenheim      | Bockenheim (südlicher Teil), Westend (südlicher Teil), Gallus (Europaviertel)                                                                              |
| Direktion Flughafen |                                        |                 | |
| 19.                 | Gebäude 194                            | Flughafen       | Flughafen |
| Direktion Nord      |                                        |                 | |
| 6.                  | Turmstraße 7–9                         | Bornheim        | Bergen-Enkheim (nordwestlicher Teil), Bornheim, Seckbach                                                                                                   |
| 7.                  | Pfortenstraße 1                        | Fechenheim      | Fechenheim |
| 11.                 | Westerbachstraße 37–43                 | Rödelheim       | Bockenheim (Industriehof), Hausen, Praunheim (Westhausen), Rödelheim                                                                                       |
| 12.                 | Am Schwalbenschwanz 3                  | Eschersheim     | Dornbusch, Eckenheim, Eschersheim, Ginnheim, Nordend (nördlicher Teil), Preungesheim, Westend (Carl-Schurz-Siedlung)                                       |
| 14.                 | Marie-Curie-Straße 32                  | Mertonviertel   | Heddernheim, Niederursel, Praunheim (nördlicher Teil) Berkersheim, Bonames, Frankfurter Berg, Harheim, Kalbach-Riedberg, Nieder-Erlenbach, Nieder-Eschbach |
| 18.                 | Florianweg 8                           | Bergen-Enkheim  | Bergen-Enkheim, Riederwald |
| Direktion Süd       |                                        |                 | |
| 5.                  | Ferdinand-Happ-Straße 32               | Ostend          | Ostend |
| 8.                  | Offenbacher Landstraße 29              | Sachsenhausen   | Oberrad, Sachsenhausen |
| 10.                 | Goldsteinstraße 126                    | Niederrad       | Niederrad, Schwanhein |
| 16.                 | Frankenallee 365                       | Gallus          | Gallus (westlicher Teil), Griesheim, Nied (östlicher Teil)                                                                                                 |
| 17.                 | Gebeschusstraße 10                     | Höchst          | Höchst, Nied (westlicher Teil), Sindlingen, Sossenheim, Unterliederbach, Zeilsheim                                                                         |

## Geschichte

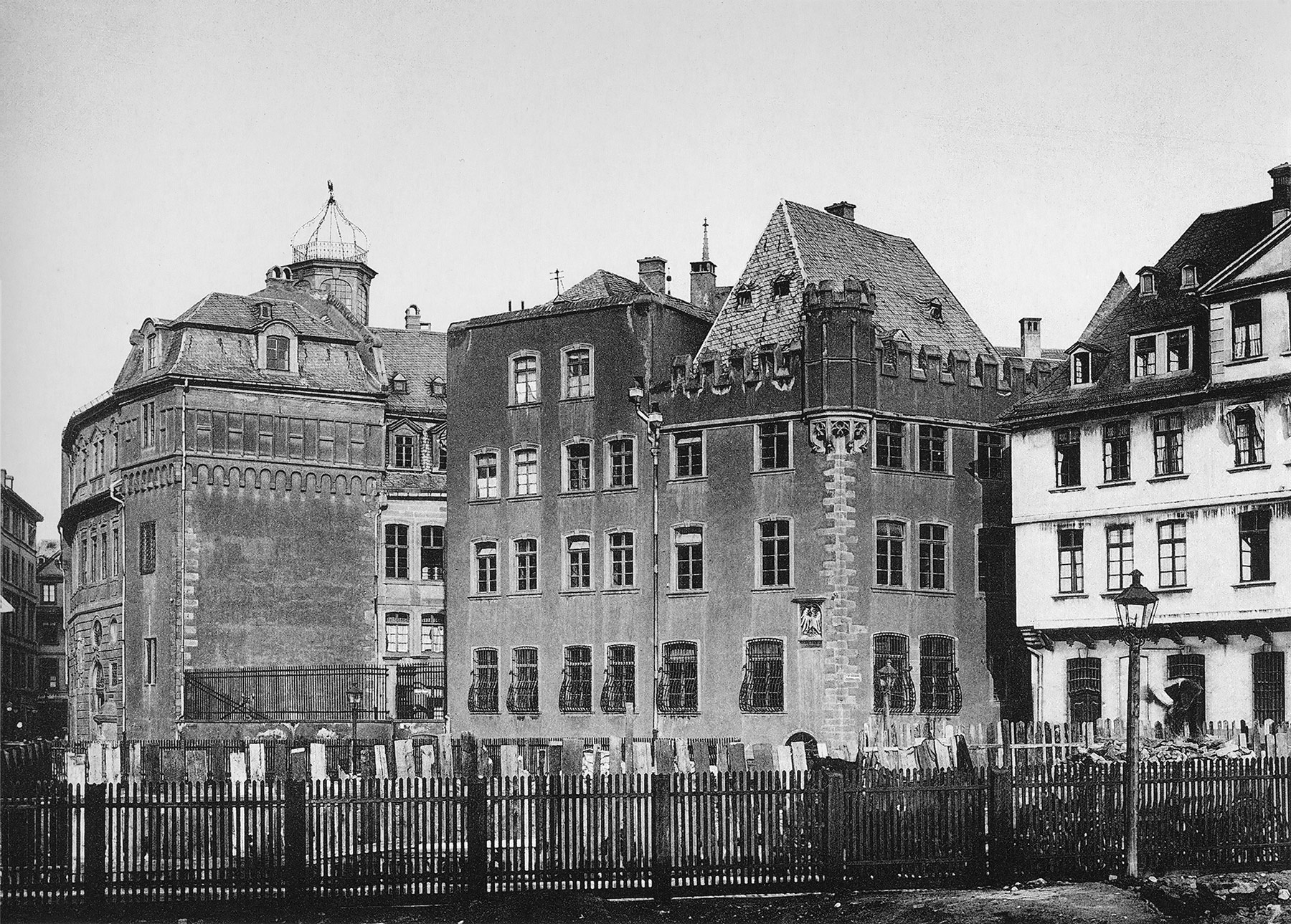
Erster Sitz des Frankfurter Polizeipräsidiums war der mittelalterliche Clesernhof (rechts im Bild)

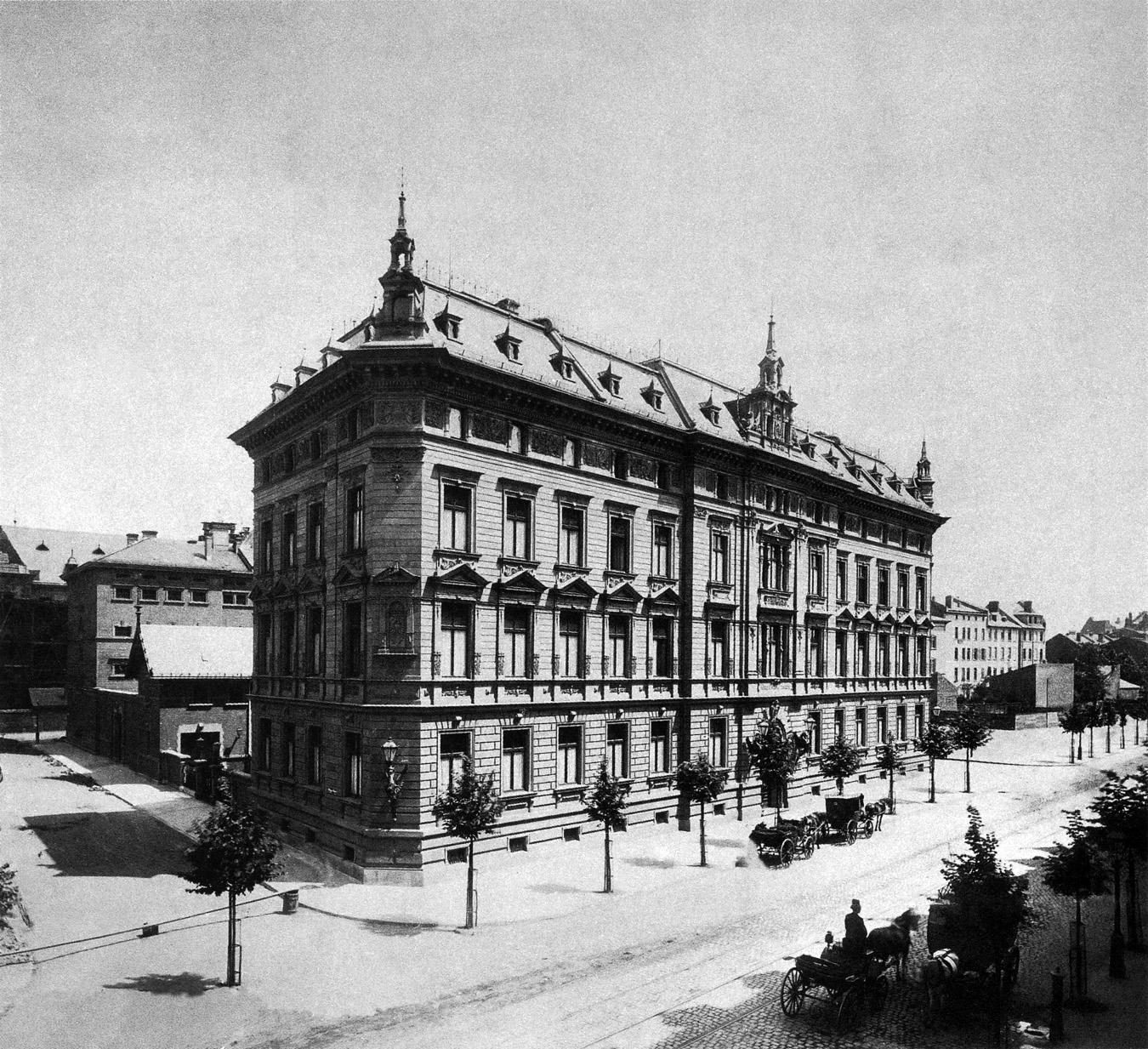
Polizeipräsidium an der Neuen Zeil/Ecke Klingerstraße, um 1888

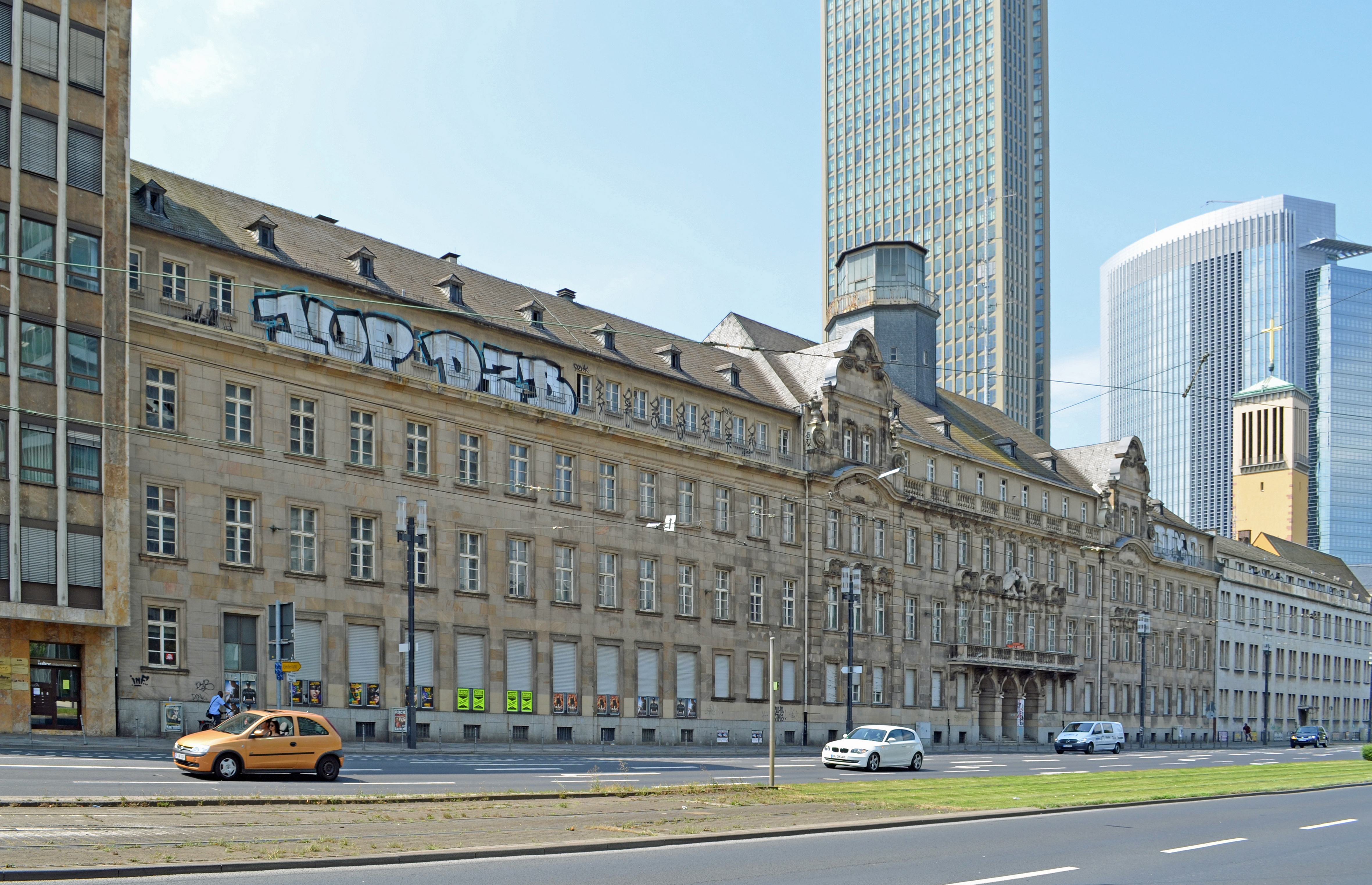
Zweites Polizeipräsidium am Hohenzollernplatz, heute Friedrich-Ebert-Anlage

Erste schriftliche Überlieferungen zum Polizeiwesen in Frankfurt am Main stammen aus dem 14. Jahrhundert. Sie berichten über eine Gesundheitspolizei, die die Lebensmittelhygiene auf den Märkten und dem Hafen am Main überwachte. Darüber hinaus gab es eine Marktpolizei, die die Einhaltung von Maßen und Gewichten kontrollierte. Um 1620 wurden zu Beginn des Dreißigjährigen Kriegs 60 Polizeisoldaten angestellt, die anhand ihrer Bewaffnung mit Piken als Piketts bezeichnet wurden und in der Hauptwache sowie der Konstablerwache stationiert waren.
Anfang des 19. Jahrhunderts in der Zeit des Großherzogtums Frankfurt entstand nach französischem Vorbild eine aus der allgemeinen Verwaltung herausgelöste Polizei. Die Leitung der Polizei war im Palais Thurn und Taxis als dem Sitz des Großherzogs untergebracht. In dieser Zeit um 1812 gab es in der Stadt Frankfurt nur acht Wachtmeister und 27 Polizeidiener. Auf dem Lande bekämpfte ein Gendarmeriekorps mit 117 ehemaligen Soldaten das Räuberunwesen. Nach dem Ende des Großherzogtums 1813 wurde Frankfurt zur Freien Stadt und schaffte die Verwaltungsreformen wieder ab. Erst mit der preußischen Besetzung von 1866 erhielt die Stadt wieder ein modernes Polizeiwesen. Mit dem Bezug des neuen Polizeipräsidiums 1886 schuf die Frankfurter Polizei als neue Abteilung die Kriminalpolizei. Nachdem Frankfurt durch Eingemeindungen 1910 über 400.000 Einwohner hatte, wurde die Polizei erheblich verstärkt. 1918 gehörten ihr insgesamt fast 600 Mitarbeiter an. Bei der Novemberrevolution schuf ein neu gegründeter Arbeiter- und Soldatenrat eine 1800 Mann umfassende Hilfspolizei und einen 120 Matrosen umfassenden Marinesicherungsdienst. Mit der Ausrufung der Weimarer Republik lösten sich die Räte auf und die Polizei wurde reorganisiert. 1930 betrug der Personalbestand etwa 1400 Mitarbeiter.
Nach der Machtergreifung 1933 wurde der Polizeipräsident von den Nationalsozialisten durch einen SA-Standartenführer ersetzt. Durch das Gesetz zur Wiederherstellung des Berufsbeamtentums kam es zu einer Säuberungswelle gegenüber politisch missliebigen Beamten. Durch die Umorganisierung der Polizei 1936 in eine Ordnungs- und eine Sicherheitspolizei entstand eine Frankfurter Gestapodienststelle mit eigenem Dienstgebäude. 1941 wurde der Polizeipräsident Adolf Beckerle, ein führender SA-Angehöriger abgelöst, da der Posten durch einen höheren SS-Führer ersetzt werden sollte. Gegen Ende des Zweiten Weltkriegs wurde die Frankfurter Polizei zur Verteidigung gegen amerikanische Einheiten eingesetzt, die am 29. März 1945 die Stadt einnahmen.
In der unmittelbaren Nachkriegszeit nahm die US-Militärregierung in der amerikanischen Besatzungszone eine Dezentralisierung der Polizei vor. In Frankfurt entstand eine kommunale Polizei mit einer Schutz- und einer Kriminalpolizei. Sie stand unter einer strengen Kontrolle der Militärregierung, die die Polizisten anfangs nur mit Gummiknüppeln ausstattete. Erst im Oktober 1945 erhielt jede Dienststelle eine Schusswaffe. 1946 betrug der Personalbestand der Polizei etwa 1600 Schutzpolizisten und rund 170 Kriminalbeamte.

### Polizeipräsidenten
| - 1867–1872 Guido von Madai - 1872–1888 August von Hergenhahn - 1887–1889 Ernst-Matthias von Köller - 1889–1904 Wilhelm von Müffling - 1904–1911 Fritz Scherenberg - 1911–1918 Karl Rieß von Scheurnschloß - 1918–1919 Hugo Sinzheimer - 1919 Leopold Harris - 1919–1925 Fritz Ehrler - 1926–1929 Josef Zimmermann - 1929–1933 Ludwig Steinberg - 1933 Reinhard von Westrem zum Gutacker - 1933–1941 Adolf Beckerle - 1941–1942 vakant - 1943–1945 Friedrich Ludwig Stollberg | - 1945 Ferdinand Mührdel - 1946–1951 Willy Klapproth - 1951–1952 Hanns Jess kommissarisch (Polizeivizepräsident) - 1952–1970 Gerhard Littmann - 1970–1980 Knut Müller - 1980–1994 Karlheinz Gemmer - 1994 Klaus Krumb (Interimspräsident) - 1995–1999 Wolfhard Hoffmann - 1999–2005 Harald Weiss-Bollandt - 2005–2014 Achim Thiel - 2014–2022 Gerhard Bereswill - seit 2022 Stefan Müller |

### Gebäude
Ab den 1860er Jahren diente der Clesernhof, ein nicht mehr bestehender Gebäudebereich am Römer, als erstes Polizeipräsidium. 1886 entstand auf dem ehemaligen Klapperfeld an der Neuen Zeil ein neues Polizeipräsidium, dessen Polizeigewahrsam bis zum Jahr 2002 in Betrieb war. Wegen der zunehmenden räumlichen Enge an der Zeil wurde 1914 am Hohenzollernplatz ein neu errichtetes Polizeipräsidium bezogen. Das Gebäude wurde im historistischem Stil in einer Mischung aus Neobarock und Klassizismus errichtet. Bei den Luftangriffen auf Frankfurt im Zweiten Weltkrieg wurde das Gebäude 1944 fast zur Hälfte zerstört. Bis zur Wiederherstellung 1954 wurde ein großer Teil der Polizei an andere Orte im Stadtgebiet ausgelagert. Seit dem Auszug der Polizei in das 1998 bis 2002 neu erbaute Polizeipräsidiums steht das als Kulturdenkmal nach dem Hessischen Denkmalschutzgesetz geschützte Gebäude überwiegend leer und wird nur teilweise gewerblich genutzt. Im Jahr 2002 wurde das als Neubau entstandene Verwaltungsgebäude des Polizeipräsidiums Frankfurt am Main am Alleenring bezogen. Neben dem 14. Polizeirevier befindet sich eine Außenstelle des Polizeipräsidium Frankfurt am Main (Marie-Curie-Straße 30 [MC30]), in der mehrere Organisationseinheiten und Dienststellen untergebracht sind.

### Spektakuläre Kriminalfälle

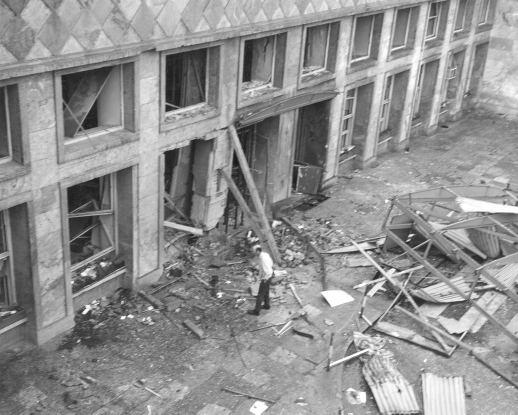
Zerstörungen am Hauptquartier des V. US-Korps nach dem Bombenanschlag der RAF vom 11. Mai 1972

- 1882 Sprengstoffanschlag auf das Polizeipräsidium im Clesernhof mit Dynamit
- 1885 Tötung des Leiters der Frankfurter Kriminalpolizei durch ein Messerattentat eines 20-jährigen Anarchisten
- 1957 Mordfall Rosemarie Nitribitt
- 1968 Frankfurter Kaufhaus-Brandstiftungen
- 1972 Beginn der „Mai-Offensive“ der linksterroristischen RAF durch Bombenanschlag auf das Hauptquartier des V. US-Corps mit einem Toten
- 1972 Verhaftung der RAF-Angehörigen Andreas Baader, Holger Meins und Jan-Carl Raspe
- 1985 Sprengstoffanschlag auf die Rhein-Main Air Base mit drei Toten durch die RAF und die Action directe
- 1985 Sprengstoffanschlag auf den Rhein-Main-Flughafen mit drei Toten durch ein palästinensisches Terrorkommando
- 1981–1987 Protestaktionen gegen die Startbahn West mit der Tötung von zwei Polizeibeamten
- 1982 Sprengstoffanschläge der rechtsterroristischen Hepp-Kexel-Gruppe auf Kraftfahrzeuge von amerikanischen Armeeangehörigen
- 1990 Mordserie des Hammermörders an sechs schlafenden Obdachlosen mittels Hammer
- 1994 Sechsfacher Mord in einem Edelbordell im Kettenhofweg 124/124a im Westend
- 1996–1999 Erpressungsversuch gegen das Unternehmen Thomy durch Nahrungsmittelvergiftung
- 2000 Festnahme von vier algerischen Islamisten der Meliani-Gruppe wegen Vorbereitung eines Bombenanschlags auf den Straßburger Weihnachtsmarkt
- 2002 Entführung und Ermordung Jakob von Metzlers
- 2009–2010 Brandanschläge auf Bankinstitute durch die Bewegung Morgenlicht
- 2011 Islamistischer Mordanschlag am Frankfurter Flughafen auf amerikanische Soldaten mit zwei Toten

## Aufklärungsquote
Die Aufklärungsquote (AQ) im Jahr 2019 betrug 69,2 %. Das ist der Höchststand seit Einführung der EDV-gestützten Polizeilichen Kriminalstatistik im Jahr 1971.
| Jahr | Fallzahlen | Änderung zum Vorjahr | Änderung in % | aufgeklärt | AQ in % |
| ---- | ---------- | -------------------- | ------------- | ---------- | ------- |
| 1983 | 103.773    |                      |               | 40.194     | 38,7    |
| 1984 | 110.114    | 6.341                | 6,1           | 32.321     | 29,4    |
| 1985 | 116.268    | 6.154                | 5,6           | 35.361     | 30,4    |
| 1986 | 126.905    | 10.637               | 9,1           | 37.154     | 29,3    |
| 1987 | 144.476    | 17.571               | 13,8          | 40.898     | 28,3    |
| 1988 | 130.293    | −14.183              | −9,8          | 49.515     | 38,0    |
| 1989 | 134.472    | 4.179                | 3,2           | 58.418     | 43,4    |
| 1990 | 131.143    | −3.329               | −2,5          | 49.412     | 37,7    |
| 1991 | 130.517    | −626                 | −0,5          | 50.669     | 38,8    |
| 1992 | 140.276    | 9.759                | 7,5           | 53.334     | 38,0    |
| 1993 | 140.838    | 562                  | 0,4           | 60.484     | 42,9    |
| 1994 | 133.375    | −7.463               | −5,3          | 53.434     | 40,1    |
| 1995 | 130.706    | −2.669               | −2,0          | 57.446     | 44,0    |
| 1996 | 127.425    | −3.281               | −2,5          | 59.270     | 46,5    |
| 1997 | 125.537    | −1.888               | −1,5          | 57.701     | 46,0    |
| 1998 | 123.083    | −2.454               | −2,0          | 64.204     | 52,2    |
| 1999 | 113.040    | −10.043              | −8,2          | 55.454     | 49,1    |
| 2000 | 104.094    | −8.946               | −7,9          | 54.885     | 52,7    |
| 2001 | 97.089     | −7.005               | −6,7          | 49.211     | 50,7    |
| 2002 | 99.864     | 2.775                | 2,9           | 47.127     | 47,2    |
| 2003 | 111.875    | 12.011               | 12,0          | 54.884     | 49,1    |
| 2004 | 118.120    | 6.245                | 5,6           | 63.662     | 53,9    |
| 2005 | 113.657    | −4.463               | −3,8          | 65.022     | 57,2    |
| 2006 | 106.769    | −6.888               | −6,1          | 61.077     | 57,2    |
| 2007 | 107.078    | 309                  | 0,3           | 62.609     | 58,5    |
| 2008 | 105.288    | −1.790               | −1,7          | 62.753     | 59,6    |
| 2009 | 109.100    | 3.812                | 0,3           | 65.979     | 60,5    |
| 2010 | 107.356    | 1.744                | −1,6          | 64.406     | 60,0    |
| 2011 | 109.678    | 2.322                | 2,2           | 66.261     | 59,5    |
| 2012 | 112.789    | 3.111                | 2,8           | 67.515     | 59,9    |
| 2013 | 112.049    | −740                 | −0,7          | 67.506     | 60,2    |
| 2014 | 118.796    | 6747                 | 5,7           | 72.359     | 60,9    |
| 2015 | 118.766    | −30                  | −0,0          | 72.412     | 61,0    |
| 2016 | 114.819    | −3.947               | −3,3          | 70.032     | 61,0    |
| 2017 | 109.458    | −5.361               | −4,7          | 70.312     | 64,2    |
| 2018 | 117.719    | 8.261                | 7,5           | 81.373     | 69,1    |
| 2019 | 114.421    | −3.298               | −2,8          | 79.149     | 69,2    |

## Soziale Netzwerke
Seit 2014 nutzt das Polizeipräsidium Frankfurt am Main soziale Netzwerke im Internet. Im Februar 2014 startete es mit Twitter als erste Polizeibehörde in Hessen, die dieses Medium nutzt. Über Twitter informiert die Frankfurter Polizei einsatzbegleitend, zeitnah und aktuell. Dies erfolgt insbesondere bei Großeinsätzen, wie Demonstrationen oder Heimspielen von Eintracht Frankfurt. Im Januar 2015 wurde das Angebot auf eine Facebookseite ausgeweitet. Seit Januar 2016 betreibt die Frankfurter Polizei eine Präsenz bei Instagram.

## Einsatz von Body-Cams
Am 30. Mai 2013 begann das Polizeipräsidium Frankfurt am Main als erste Polizeibehörde in Deutschland ein einjähriges Pilotprojekt zum Einsatz mobiler Videoüberwachung (Body-Cam) im Bereich Alt-Sachsenhausen. Zum Dezember 2013 wurde dieses auf das für die Zeil zuständige 1. Polizeirevier ausgeweitet. Im Abschlussbericht vom 1. Oktober 2014 wurde über die dabei gemachten Erfahrungen berichtet. In der Folge wurde der Einsatz von Body-Cams ab 2015 bei der Polizei Hessen auf das gesamte Land ausgeweitet.